# Calogero Lo Giudice
Calogero Lo Giudice (Enna, 16 de junho de 1938 – Enna, 24 de agosto de 2021) foi um político italiano que serviu como Presidente da Sicília e também como membro do Parlamento Europeu.